# الكسندر جيرارد
الكسندر جيرارد (بالإنجليزية: Alexander Girard)‏ هو مصمم نسيج ‏ ومهندس معماري أمريكي، ولد في 24 مايو 1907 في نيويورك في الولايات المتحدة، وتوفي في 31 ديسمبر 1993.

## وصلات خارجية

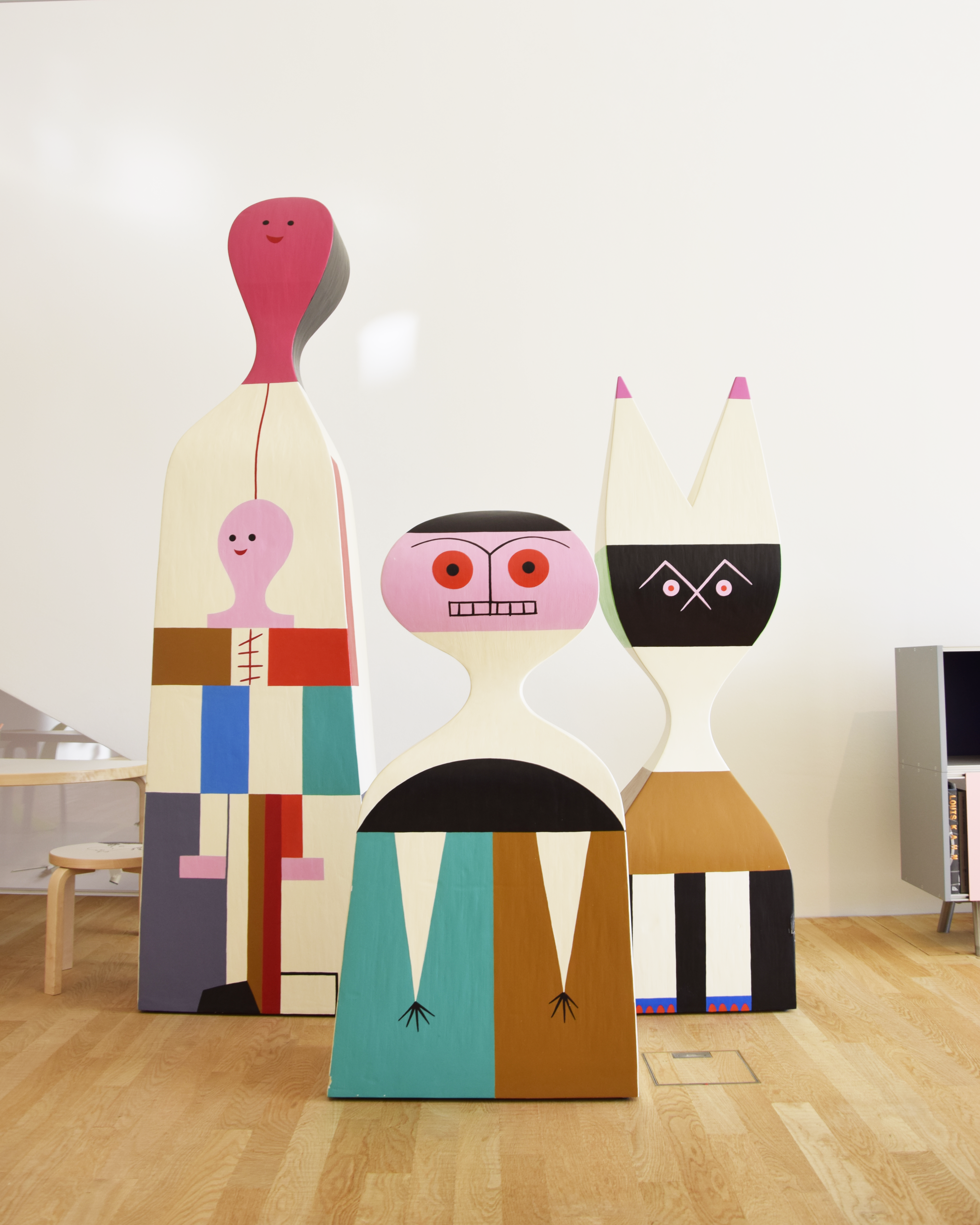
دمى خشبية من تصميم ألكسندر جيرارد لشركة فيترا

- دمى خشبية من تصميم ألكسندر جيرارد لشركة فيترا